# 绒毛狸藻
绒毛狸藻（學名：Utricularia pubescens）为狸藻屬似一年生小型至中型陆生或岩石食虫植物，也是劳埃德狸藻组（Utricularia sect. Lloydia）下的唯一种。其种加词“pubescens”来源于拉丁文“pubes”，意为“绒毛”，指其植株覆盖绒毛。绒毛狸藻分布于印度、非洲热带、中美洲及南美洲。绒毛狸藻通常陆生或岩生于沼泽草原的潮湿泥炭中，海拔分布范围为0至1900米。1819年，詹姆斯·爱德华·史密斯正式描述了绒毛狸藻。1986年，彼得·泰勒将其归入劳埃德狸藻组下。其与狸藻属的其他物种的最大区别为其具小型的盾形叶片。

## 外部連結
- 食虫植物照片搜寻引擎中绒毛狸藻的照片 （页面存档备份，存于）

 维基共享资源上的相關多媒體資源：绒毛狸藻
 維基物種上的相關：绒毛狸藻